# Сан-Хосе (департамент)
Сан-Хосе (исп. San José) — департамент на юге Уругвая. Площадь — 4 992 км². Административный центр департамента — город Сан-Хосе-де-Майо. Сан-Хосе — один из 6 первых департаментов, образовавших Уругвай в 1816 году.

## География
На севере граничит с департаментом Флорес, на востоке — с департаментами Флорида, Канелонес и Монтевидео, на западе — Колония и Сорьяно (с последним граница лишь в одной точке). На юге Сан-Хосе имеет выход к заливу Ла-Плата Атлантического океана.

## Демография
Основные показатели (на 2004 год):
- На каждые 100 женщин приходится 100 мужчин
- Рождаемость: 15,24 на 1 000 жителей
- Смертность: 9,3 на 1 000 жителей
- Естественный прирост: 1,083 % (2004)
- Средний возраст населения: 32 года (30,9 у мужчин, 33,2 у женщин)
- Средняя продолжительность жизни (2004):
  - всего: 74,97 лет
  - мужчины: 71,73 лет
  - женщины: 78,34 лет
- Среднее количество детей в семье: 2,11
- Средние месячные расходы (для городов с населением свыше 5 000 жителей): 3 989,4 песо (126 евро, 5670 рублей) в месяц

### Основные населённые пункты
В департаменте лишь два относительно крупных города — административный центр Сан-Хосе-де-Майо (36 743 чел.) и Сьюдад-дель-Плата (31 145 чел.) на самом юго-востоке близ границы с Монтевидео. Сьюдад-дель-Плата является частью агломерации Большого Монтевидео.
| Населённый пункт                     | Население, чел. (2011) |
| ------------------------------------ | ---------------------- |
| Сан-Хосе-де-Майо (San José de Mayo)  | 36 743                 |
| Сьюдад-дель-Плата (Ciudad del Plata) | 31 145                 |
| Либертад (Libertad)                  | 10 166                 |
| Родригес (Rodríguez)                 | 2 604                  |
| Эсильда-Паульер (Ecilda Paullier)    | 2 585                  |
| Пунтас-де-Вальдес (Puntas de Valdez) | 1 491                  |
| Рафаэль-Перасса (Rafael Perazza)     | 1 277                  |
| Итусайнго (Ituzaingó)                | 771                    |
| Райгон (Raigón)                      | 738                    |

## Административное деление
Департамент Сан-Хосе делится на 2 муниципалитета:
- Сьюдад-дель-Плата (Ciudad del Plata)
- Либертад (Libertad)

## Экономика
В экономике Сан-Хосе преобладает производство и обработка продукции сельского хозяйства с доминированием молочной промышленности. В прилегающих к Монтевидео территориях выращиваются зерновые, кормовые, фрукты, свекла, картофель (Сан-Хосе находится на 1 месте в стране по производству картофеля), кукуруза, виноград, производится переработка масличных (лён и подсолнечник). Вдоль реки Санта-Люсия производятся чистящие и химические вещества. В городах Сан-Хосе-де-Майо и Либертад размещаются офисы и склады молочных компаний, переработчиков мяса крупного рогатого скота, овец и свиней.